# Франсуа Равальяк
Франсуа́ Равалья́к (фр. François Ravaillac; 1578, Ангулем — 27 травня 1610, Париж) — релігійний фанатик, відомий тим, що вбив короля Франції Генріха IV 14 травня 1610 року.

## Біографія
Родина Равальяків з'явилася в місті Ангулемі ще на початку шістнадцятого століття, і відтоді його предки займали різні адміністративні та судові посади. Франсуа виріс у родині, де батько відзначався суворим норовом, а матір благочестивістю й набожністю. Саме район Ангулема, що перебував у центрі релігійних воєн між католиками та протестантами, мав певний вплив на світогляд хлопця і сформував його як відданого католика.
Певний час Франсуа працював клерком адвоката, а пізніше в адміністрації школи. За покликом своїх релігійних почуттів Равальяк намагався вступити до Ордену Фельянтинців, однак йому відмовили. У 1606 році він також невдало намагався вступити до Товариства Ісуса. Як глибоко містичну особу Равальяка переслідували галюцинації, видіння та одкровення, що, ймовірно, було ознакою захворювання на шизофренію. Наступне вбивство Франсуа Равальяк скоїв як вияв уявленої божественної місії.

## Вбивство короля
У 1609 році, за свідченнями самого Равальяка, він мав видіння, яке доручило йому переконати короля Генріха IV домагатися навернення гугенотів до католицької віри. У період з 1609 по травень 1610 року Равальяк їздив тричі до Парижа з метою зустрітися з королем. Коли Генріх ухвалив рішення про вторгнення в іспанські Нідерланди, Раваляк розцінив це як початок війни проти Папи Римського, а відтак і проти католицизму. Сповнений рішучості зупинити його, він вирішив убити короля. Декілька разів змінював свій намір і відкладав убивство. Нарешті, 14 травня 1610 року він відправився до Парижа й почав чекати на королівський кортеж у засідці біля Лувру. Коли наблизився кортеж, карета короля зупинилася через великий натовп, Равальяк вскочив до карети і тричі вдарив короля ножем. Другий з трьох ударів виявився смертельним. Вбивцю одразу ж схопила охорона і, щоб уникнути самосуду натовпу, вбивцю помістили в окремий будинок, а пізніше перевели до королівської тюрми Консьержері, де почалося слідство.

## Суд та страта
У ході слідства Равальяка часто піддавали тортурам з тим, щоб він розкрив своїх спільників, але він заперечував участь будь-кого іншого. Той факт, що вбивця знав маршрут кортежу та що карета зупинилася через натовп і це дало змогу Равальяку легко дістатися до короля, став причиною різних теорій змов, які вирували навіть після страти Равальяка. На початку допиту Равальяк беззастережно визнав себе винним і заявив, що планував напад тривалий час і що не шкодував про скоєне, оскільки зробив це заради віри.
27 травня Равальяку дозволили поспілкуватися із священиком і відпустити гріхи в обмін на зізнання, однак він ще раз підтвердив відсутність інших змовників. Того ж дня його доставили на Гревську площу, де знову катували востаннє: обпікали палаючою сіркою, плавленим свинцем, киплячою смолою та олією, рвали тіло щипцями. Праву руку, якою він убив короля, спалили на його очах. Насамкінець Равальяка розірвали четвіркою коней — способом страти для царевбивць. Після його страти батьків Равальяка вигнали з країни, а решті родини назавжди заборонили використовувати прізвище «Равальяк».